# Gammarus spinipalmus
Gammarus spinipalmus is een vlokreeftensoort uit de familie van de Gammaridae. De wetenschappelijke naam van de soort is voor het eerst geldig gepubliceerd in 1939 door Chen.